# 外貝加爾

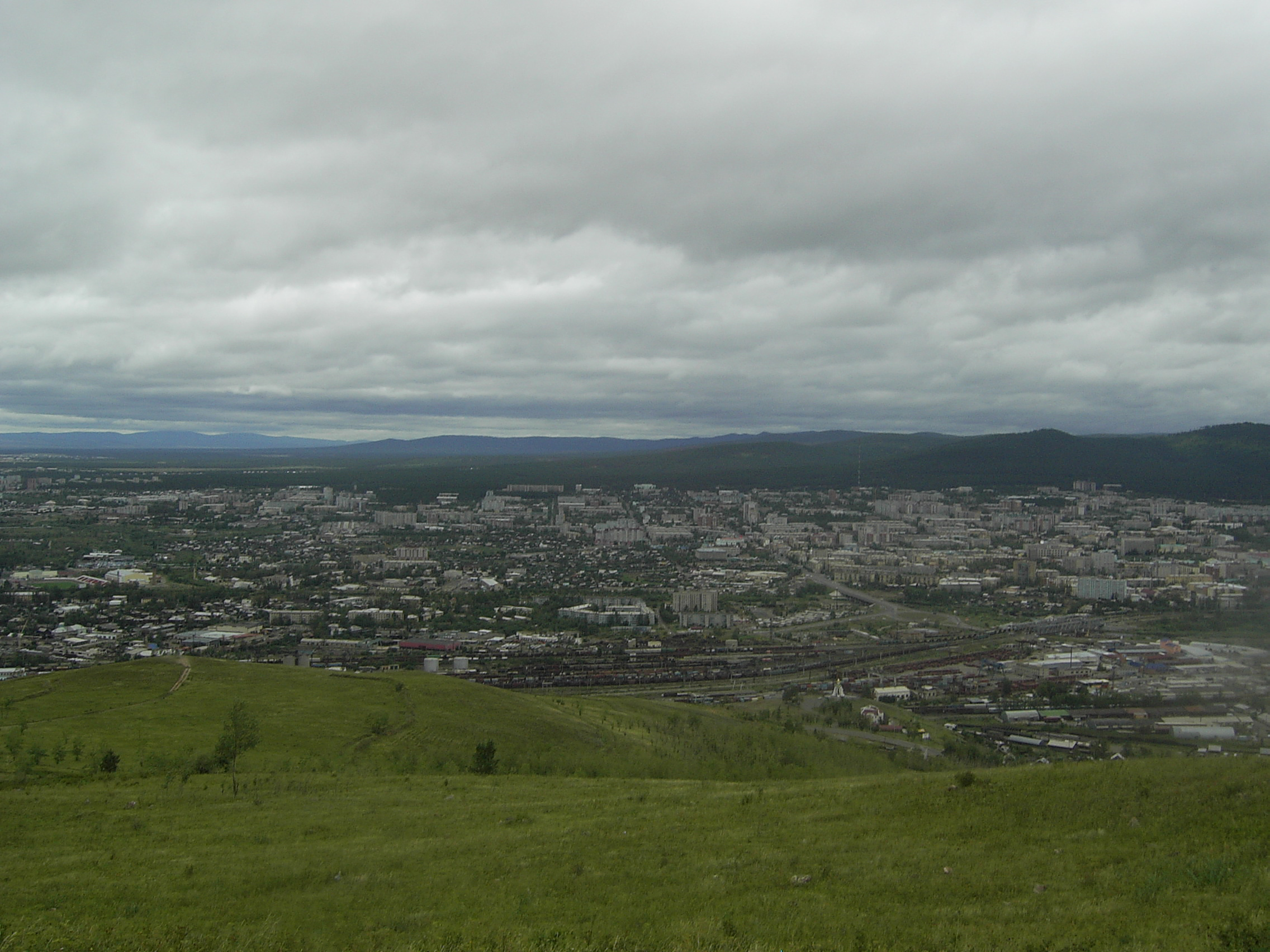
外貝加爾的赤塔市

外貝加爾（俄语：Забайкалье）又稱後貝加爾，是俄羅斯的一個历史地区，位於貝加爾湖以東（以「外」）。由帕托姆高原和北貝加爾高原向南到俄國接壤蒙古和中國邊境，連綿1,000公里；由西至東亦長1,000公里，覆蓋貝加爾湖到石勒喀河和額爾古納河會合處的中線。沙俄時期屬於外貝加爾州，首府尼布楚，後遷赤塔。1920年為遠東共和國一部分。現屬於俄羅斯外貝加爾邊疆區、布里亞特共和國。
這一地區包含眾多山脈，如哈馬爾達坂山脈、巴爾古津山脈、雅布洛諾夫山脈、切爾斯基山脈、達斡爾山脈等。一些區域被劃為國家公園或保護區，如外貝加爾國家公園、貝加爾自然保護區、巴爾古津自然保護區，其中达斡尔自然保护区在2017年被纳入世界遺產达斡尔景观。

## 外部連結
- WWF Russia（页面存档备份，存于）